# Finn Salomonsen
 (juillet 2019).
Si vous disposez d'ouvrages ou d'articles de référence ou si vous connaissez des sites web de qualité traitant du thème abordé ici, merci de compléter l'article en donnant les références utiles à sa vérifiabilité et en les liant à la section « Notes et références ».
Finn Salomonsen, né le 31 janvier 1909 à Copenhague et mort le 27 avril 1983, est un ornithologue danois.

## Biographie
Diplômé de zoologie en 1932, il est zoologiste assistant pour les Réserves naturelles danoises de 1936 à 1943. Il obtient en 1939 son titre de docteur et fait de très nombreux voyages au Groenland, le dernier, trois ans avant sa mort. Il y étudie l’avifaune du Groenland. Il explore les Philippines en 1951-1952 et participe à une expédition en 1962 dans l’archipel Bismarck.
Il est l’éditeur de la revue Dansk Ornithologisk Forenings Tidsskrift de 1942 à 1961. À partir de 1943, il est assistant au département d’ornithologie du musée de zoologie de l'université de Copenhague, en 1952 conservateur, en 1958 conservateur en chef jusqu’à son départ à la retraite en 1978.
Il préside, de 1959 à 1971, la Dansk Ornitologisk Forening (en français : Société ornithologique danoise). Il s’intéresse particulièrement au phénomène de mue chez les oiseaux et à la migration. S’il est l’un des principaux spécialistes des oiseaux de l’Atlantique Nord, il s’intéresse aussi aux oiseaux de montagne de Madagascar et des Philippines. Il étudie les Alcidae de l’Atlantique, les Alcedinidae de l’Afrique, les Dicaeidae, les Meliphagidae et les hérons de Nouvelle-Guinée. Il est l’auteur de plus de deux cents publications. Il participe à l’adoption d’une loi de restriction de la chasse au Groenland (1977).
Finn Salomonsen était le père de la chanteuse pop-rock Sanne Salomonsen née en 1955.

## Publications
- 1950-1951 : The Birds of Greenland (deux volumes).
- 1958 : avec Peter Freuchen (1886-1957) The Arctic Year.